# Arcadia (gruppo musicale)
Gli Arcadia sono stati un gruppo musicale britannico formato nel 1985 da Simon Le Bon, Nick Rhodes e Roger Taylor membri dei Duran Duran durante un periodo di inattività della stessa.
Il loro unico album So Red the Rose è stato certificato disco di platino negli Stati Uniti e comprendeva i singoli Election Day , Goodbye Is Forever, The Flame e The Promise (con David Gilmour e Sting). Il batterista Roger Taylor è apparso solo in alcune fotografie della band e in nessuno dei video musicali, ha dichiarato che era stato coinvolto solo per le registrazioni in studio (era stato coinvolto anche nell'altra band The Power Station).
Il nome della band è stato ispirato dal dipinto di Nicolas Poussin Et in Arcadia ego (noto anche come "I pastori di Arcadia").
Simon Le Bon ha descritto So Red the Rose come "l'album più pretenzioso mai fatto", mentre All Music ha definito "il miglior album dei Duran Duran mai fatto". 
I musicisti che hanno contribuito all'album sono nomi illustri, basti pensare ai chitarristi David Gilmour dei Pink Floyd e Carlos Alomar, al pianista Herbie Hancock, Sting (che ha fornito cori su The Promise), Grace Jones (che ha fornito la voce su Election Day nonché nell'intro di The Flame), il bassista Mark Egan del Pat Metheny Group (su The Promise, El Diablo, e Lady Ice), e David Van Tieghem, un percussionista di New York.
I video musicali sono stati diretti da Roger Christian, Marcelo Anciano, Russell Mulcahy, e Dean Chamberlain. La band ha anche registrato e distribuito il singolo Say the Word canzone colonna sonora del film Rock Hotel Majestic (Playing for Keeps), il singolo non è stato incluso nell'album So Red the Rose.
Simon Le Bon, Nick Rhodes e Roger Taylor per l'immagine della band hanno indossato un look esclusivo "gotico". I tre hanno tinto anche i capelli di nero, come si è visto quando si sono esibiti (come Duran Duran, con Andy e John Taylor) al concerto Live Aid 1985 di Philadelphia. Il video per il loro singolo The Flame (John Taylor fece un cameo) è stato registrato nei primi mesi del 1986, quando erano già in studio i Duran Duran per la registrazione di Notorious infatti Nick Rhodes aveva già cambiato il colore dei capelli in biondo oro e Simon Le Bon era tornato al suo normale taglio di capelli.
Il gruppo ha fatto una serie di apparizioni promozionali in televisione, ma non hanno mai fatto un tour. Quando i Duran Duran hanno pubblicato il loro album Notorious e sono partiti per il loro Strange Behaviour Tour, Election Day è stata inclusa nella lista, così come Some Like It Hot dei Power Station. Il batterista Roger Taylor si ritirò dal mondo della musica dopo l'uscita dell'album degli Arcadia, ma tornò a ricongiungersi con l'originale formazione dei Duran Duran nel 2001.

## Ripubblicazione 2010
Nel mese di aprile del 2010 la EMI ha ripubblicato l'album in un box set di tre dischi. 
Il primo è il disco rimasterizzato, il secondo è una raccolta di remix delle tracce mentre il terzo è un DVD con la collezione di un documentario dei video.

## Band
- Simon Le Bon - Voce
- Nick Rhodes - Tastiere e sintetizzatori

## Discografia

### Album in studio
- 1985 - So Red the Rose

### Singoli
- 1985 - Election Day
- 1986 - Goodbye Is Forever
- 1986 - The Promise
- 1986 - The Flame
- 1986 - Say the Word